# Зілаїр (село)
Зілаї́р (рос. Зилаир, башк. Йылайыр) — село, центр Зілаїрського району Башкортостану, Росія. Адміністративний центр Зілаїрської сільської ради.
Населення — 5585 осіб (2010; 5861 в 2002).
Національний склад:
- росіяни — 62%
- башкири — 33%

## Видатні уродженці
- Кувшинов Леонід Михайлович — Герой Радянського Союзу.